# 삼십육진법

## 개요
삽십육진법(三十六進法)은 36을 기수로 하는 기수법이다. 모든 아라비아 숫자 10자와 모든 영어 알파벳 26자를 사용한다.

## 구하는 방법
① 10진법으로 된 수를 36으로 나누어 나머지가 0~9이면 맨 뒷자리가 0~9이고, 10~35이면 A~Z이다. 
예) 32÷36=0•••32. 32-10(0~9까지 수의 개수)=23. (23번째 알파벳)=W, (10진수 32)=(36진수 W)
② 몫이 0~9이면 뒷자리는 0~9이고 10~35면 A~Z이다.
예1) 77÷36=2•••5. (앞자리)=2, (뒷자리)=5, (10진수 77)=(36진수 25)
예2) 444÷36=12•••12. (앞자리)=(12-10)번째 알파벳=B, (뒷자리)=(12-10)번째 알파벳=B, (10진수 444)=(36진수 BB)
③ 3자리 이상일 경우 이 둘을 겹치면 된다.
예1) 7777÷36=216•••1, 216÷36=6•••0, (맨 앞의 2자리)=60, (맨 뒷자리)=1, (10진수 7777)=(36진수 601)
예2) 36963÷36=1026•••27, 1026÷36=28•••18, (맨 앞자리)={(28-10)번째 알파벳}=(18번째 알파벳)=R, (중간 자리)={(18-10)번째 알파벳}=(8번째 알파벳)=H, (맨 뒷자리)={(27-10)번째 알파벳}=(17번째 알파벳)=Q, (10진수 36963)=(36진수RHQ)
예3) 77777÷36=2160•••17, 2160÷36=60•••0, 60÷36=1•••24, (맨 앞자리)=1, (2번째 자리)={(24-10)번째 알파벳}=(14번째 알파벳)=N, (3번째 자리)=0, (맨 뒷자리)={(17-10)번째 알파벳}=(7번째 알파벳)=G, (10진수 77777)=(36진수 1N0G)

## 숫자
| 십진수     | 0  | 1  | 2  | 3  | 4  | 5  | 6  | 7  | 8  | 9  | 10 | 11 | 12 | 13 | 14 | 15 | 16 | 17 |
| 육진수     | 0  | 1  | 2  | 3  | 4  | 5  | 10 | 11 | 12 | 13 | 14 | 15 | 20 | 21 | 22 | 23 | 24 | 25 |
| 삼십육진수 | 0  | 1  | 2  | 3  | 4  | 5  | 6  | 7  | 8  | 9  | A  | B  | C  | D  | E  | F  | G  | H  |
|            |    |    |    |    |    |    |    |    |    |    |    |    |    |    |    |    |    |    |
| 십진수     | 18 | 19 | 20 | 21 | 22 | 23 | 24 | 25 | 26 | 27 | 28 | 29 | 30 | 31 | 32 | 33 | 34 | 35 |
| 육진수     | 30 | 31 | 32 | 33 | 34 | 35 | 40 | 41 | 42 | 43 | 44 | 45 | 50 | 51 | 52 | 53 | 54 | 55 |
| 삼십육진수 | I  | J  | K  | L  | M  | N  | O  | P  | Q  | R  | S  | T  | U  | V  | W  | X  | Y  | Z  |